# 古和咲紀
古和 咲紀（ふるわ さき、2001年1月9日 - ）は、日本の子役女優、タレントである。大阪府出身。舞夢プロ所属。血液型A型。

## 人物
趣味はバレエ（舞台舞踊）、チアダンス、チアリーディング、ジグソーパズル、カラオケ。
特技はドラム、バク転、竹馬、一輪車。
2020年頃はアメリカに留学していた。
2023年時点では、舞夢プロのサイトから削除されているが引退したのかどうかは不明。

## 出演

### テレビドラマ
- ジャッジ 〜島の裁判官奮闘記〜（2007年、NHK）新城梓 役
- 虹への手紙（2008年、ホームドラマチャンネル）第3話、本藤里奈 役
- 幻影〜ゲンヱイ〜（2008年、ABCテレビ）コトネ（幼少時代）役
- 必殺仕事人2009 SP（2009年、ABCテレビ）みすず 役
- おみやさん6（2009年、ABCテレビ）第15話 古場佳子 役
- 科捜研の女09（2009年、テレビ朝日系）第8話 南条すず 役・橋本里奈 役（二役）
- 樅の木は残った（2010年、テレビ朝日系）宇野（幼少時代）役
- 第14回FNSソフト工場『未来予期デキメンタリー ありそで! なさそな? 2050』（2012年、フジテレビ系/福井テレビ制作）若鋏目菜子 役
- 連続テレビ小説・ウェルかめ（2009-2010年、NHK）須藤ゆず 役
- 連続テレビ小説・ごちそうさん（2013年、NHK）西門静（幼少時代）役
- 藤沢周平 新ドラマシリーズ 冬の日（2015年12月6日、時代劇専門チャンネル）

### 情報・バラエティ番組
- これで完ペキ! 地デジ見るにはどーすりゃイイの!?（NHK）
- それがしりたい～グルマンの冒険（BS-TBS）レポーター
- お笑いワイドショー マルコポロリ!（関西テレビ）再現ドラマ
- ごきげんライフスタイル よ〜いドン!（関西テレビ）再現ドラマ
- 痛快!エブリデイ（関西テレビ）再現ドラマ
- うふふのぷ 100年もの上野動物園（関西テレビ）
- SUPER SURPRISE（読売テレビ、再現ドラマ）
- 大キングコング 情熱しゃべり隊（読売テレビ）再現ドラマ）
- おはよう朝日～土曜日です～（ABCテレビ）
- ロケみつ ザ・ワールド（MBSテレビ）「テク・テク・モグ・モグ! ブログ旅」コーナーレギュラー
- おバカワイイ男子へ贈る ラフがーる（MBSテレビ）ナレーション
- 全力☆が～る（MBSテレビ）ナレーション
- 家族でココイコ!（eo光テレビ） サキ 役
- 関西の星～スーパーキッズに会いに行こう～（eo光テレビ）レポーター
- 大阪マラソン2012　7時間30分完全生中継（eo光テレビ）レポーター

### 映画
- 女の子ものがたり（2009年）
- めおん（2009年） 柴田美梅 役
- 茜色の約束（2012年） 花子（5歳時）役
- 吉本ディレクターズ100「ゆびみず」
- たこ焼きの詩（2015年） 澤田花梨 役
- 恐竜の詩（2018年）

### CM
- ケーブルテレビZAQ「引越編」
- リクルート「ダウンワーク社員」
- ひらかたパーク
  - 「笑いとは編」（2008年）
  - 「兄さん選挙　どっちが好き?編」（2010年）
  - 「吉田へ編」（2011年）
- 阪急不動産「ジオ」「宝塚山手台」（インフォーマル）
- TSUKAHIN
  - 「2周年祭」
  - 「3周年祭」
- 地デジ推進「地デジ娘編」
- クボタ「クボタコンバイン」
- 関西SOS「家庭教師編」
- NHK 地デジ推進スポット
- スタジオアリス 「七五三パンダ編」パンダ 役(アテレコ)
- iRobot ルンバ「ルンバに任せろ」

### 雑誌、スチール
- コスモ証券90周年
- POSPA
- TSUKAHiN（2～5周年）
- 富士通テンカーナビ「エクリプス」カタログ
- 関電SOS
- iRobot「ルンバ」

### 舞台
- 北島三郎特別公演「国定忠治」

### DVD
- ロケみつ～西日本横断ブログ旅（第22～26巻特典映像DVD）

### その他
- 京都市上下水道局（VP）
- コスモ証券（VP）
- スイスホテル南海大阪 ブライダルフェア（イベント）
- 大阪市共済創立50周年記念事業（イベント・VP）
- 近兼拓史のウィークリーワールドニュース（ラジオ大阪、火曜（月曜深夜）0:00 - ）
- 近兼拓史のウィークリー・ワールド・ニュース　サマースペシャル！オールナイトだよ全員集合！（ラジオ大阪、2019年8月12日月曜1:00 -5:00）